# Salto la Ferrosa
Salto la Ferrosa är ett vattenfall i Mexiko.   Det ligger i delstaten Sonora, i den nordvästra delen av landet, 1 600 km nordväst om huvudstaden Mexico City. Salto la Ferrosa ligger 1 415 meter över havet.
Terrängen runt Salto la Ferrosa är kuperad. Runt Salto la Ferrosa är det mycket glesbefolkat, med 2 invånare per kvadratkilometer. Närmaste större samhälle är La Mora, 19,0 km väster om Salto la Ferrosa. Omgivningarna runt Salto la Ferrosa är i huvudsak ett öppet busklandskap.